# Return to Never Land
Return to Never Land (Peter Pan en Regreso al país de Nunca Jamás en España y Peter Pan: El regreso al país de Nunca Jamás en Hispanoamérica) es una película infantil animada de 2001 secuela de la película de 1952 Peter Pan. Está dirigida por Robin Budd y Donovan Cook y producida por DisneyToon Studios en Sídney (Australia) y distribuida por Walt Disney Pictures. 
El original Return to Never Land en DVD y vídeo se editó el 18 de junio de 2002. Se incluyen secuencias de animación digital y un elenco nuevo de voces. Regreso al País de Nunca Jamás se reeditó en DVD el 27 de noviembre de 2007.

## Sinopsis
Peter Pan sigue siendo el líder de los Niños Perdidos y librando batallas con el malvado Capitán Garfio, con la ayuda de Tinker Bell (Campanita en Hispanoamérica, Campanilla en España). Pero aunque Peter Pan nunca creció muchas cosas han cambiado (Wendy es ahora madre de una niña llamada Jane).
La acción está ambientada durante el bombardeo de Londres en 1940 y 1941 llevado a cabo por Alemania durante la Segunda Guerra Mundial y concuerda con el hecho que los niños se veían obligados a crecer demasiado rápido.
Jane (la hija de Wendy) ya no cree en cuentos de hadas, y mucho menos en volar. Una noche el Capitán Garfio llega a Londres junto con su tripulación. Jane se despierta y al cerrar su ventana se da cuenta de la presencia de Garfio. Jane trata de gritar por ayuda, pero un tripulante le ata las manos por detrás y la silencia amordazándola con un pañuelo verde, y de esa manera Garfio la secuestra y se la lleva al País de Nunca Jamás. Peter Pan la rescata y conseguirá que su imaginación vuele otra vez.

## Diferencias con la novela
En el capítulo final de Peter Pan, su autor Barrie introduce brevemente a Wendy como una adulta, y a su hija Jane, que actúa como premisa para el Regreso al País de Nunca Jamás. Peter quiere llevar de nuevo a Wendy al País de Nunca Jamás para su limpieza anual de primavera, pero encuentra que muchos años han pasado y que ella es ahora toda una mujer con una hija. Peter afligido, sufre cambios del estado de ánimo. Jane se ofrece a ir en lugar de Wendy, y se convierte ahora en su nueva madre. 
La Jane de Disney es moderna e independiente, y totalmente capaz de cuidar de sí misma; la Jane de Barrie hace el papel de una nueva Wendy: maternal y doméstica. En la película, Jane se niega a creer las historias de su madre sobre Peter Pan, y es llevada a Nunca Jamás por la fuerza (por Garfio); en el libro Jane está dispuesta a creer en Peter Pan, y se va volando con Peter tal como Wendy hizo (pero con el conocimiento de su madre y su permiso). El hijo de Wendy, Danny, y su esposo, Edward, son los nuevos personajes creados para el Regreso a Nunca Jamás, y no están en la novela. 
"Regreso a Nunca Jamás" es más bien una secuela de la película de 1953 en lugar de una continuación de la novela, y refleja el final de la película en su lugar. Por ejemplo, el Capitán Garfio no es asesinado por el cocodrilo, y Tinker Bell no muere como explica Barrie. En la novela, los Niños Perdidos regresan a Londres con Wendy y crecen como niños normales, pero en Regreso al País de Nunca Jamás se quedan tan jóvenes como el propio Peter Pan. Sin embargo, todos ellos son personajes un tanto diferentes de lo que eran en la película original, teniendo personalidades más desarrolladas. Al igual que los piratas, que son incluso menos graves y mucho menos competentes, destinados casi en su totalidad a ser personajes humorísticos.

## Reparto
| Personaje        | Actor de voz original                   | Actor de doblaje (España)                  | Actor de doblaje (Hispanoamérica) |
| ---------------- | --------------------------------------- | ------------------------------------------ | --------------------------------- |
| Jane             | Harriet Owen Jonatha Brooke (canciones) | Michelle Jenner Gisela (canciones)         | Leyla Rangel Tatiana (canciones)  |
| Peter Pan        | Blayne Weaver                           | Nacho Aldeguer                             | Héctor Emmanuel Gómez             |
| Capitán Garfio   | Corey Burton                            | Carlos Ysbert                              | Manuel "El Loco" Valdés           |
| Sr. Smee         | Jeff Bennett                            | Antonio Fernández Sánchez                  | Antonio Miguel                    |
| Wendy (Adulta)   | Kath Soucie                             | Ana María Marí                             | Paty Palestino                    |
| Danny            | Andrew McDonough                        | Olivia Caneda                              | Fernanda Robles                   |
| Edward           | Roger Rees                              | José Luis Gil                              | Ricardo Tejedo                    |
| Wendy (Niña)     | Harriet Owen                            | Cristina Yuste                             | Karla Falcón                      |
| Osezno           | Spencer Breslin                         | Raúl Rojo Fernando García Baró (canciones) | Ívan Filio                        |
| Conejo           | Bradley Pierce                          | Efrén Moratalla Roberto Sáiz (canciones)   | Marco portillo                    |
| Zorrillo         | Quinn Beswick                           | Raúl Alcañiz                               | Cristóbal Obregón                 |
| Mellizos/Gemelos | Aaron Spann                             | Nicolás de León                            | Abraham Vega                      |